# Park Narodowy Tʽrumsingla
Park Narodowy Tʽrumsingla (dzong. trb. Tʽrumsingla Gjekʽap Lingkʽa, ang. Phrumsengla National Park, wcześniej Thrumshingla National Park) – park narodowy w centralnym Bhutanie ustanowiony w 1998.

## Geografia
Park położony jest w centralnej części Bhutanu, na terenie dystryktów Bumtʽang, Lhünce, Monggar i Żemgang. Obszar ten zajmuje powierzchnię 905 km². Mieści się w nim przełęcz Thrumshing La.
Rozpiętość wysokości: od 700 do 4400 m n.p.m.

## Fauna i flora

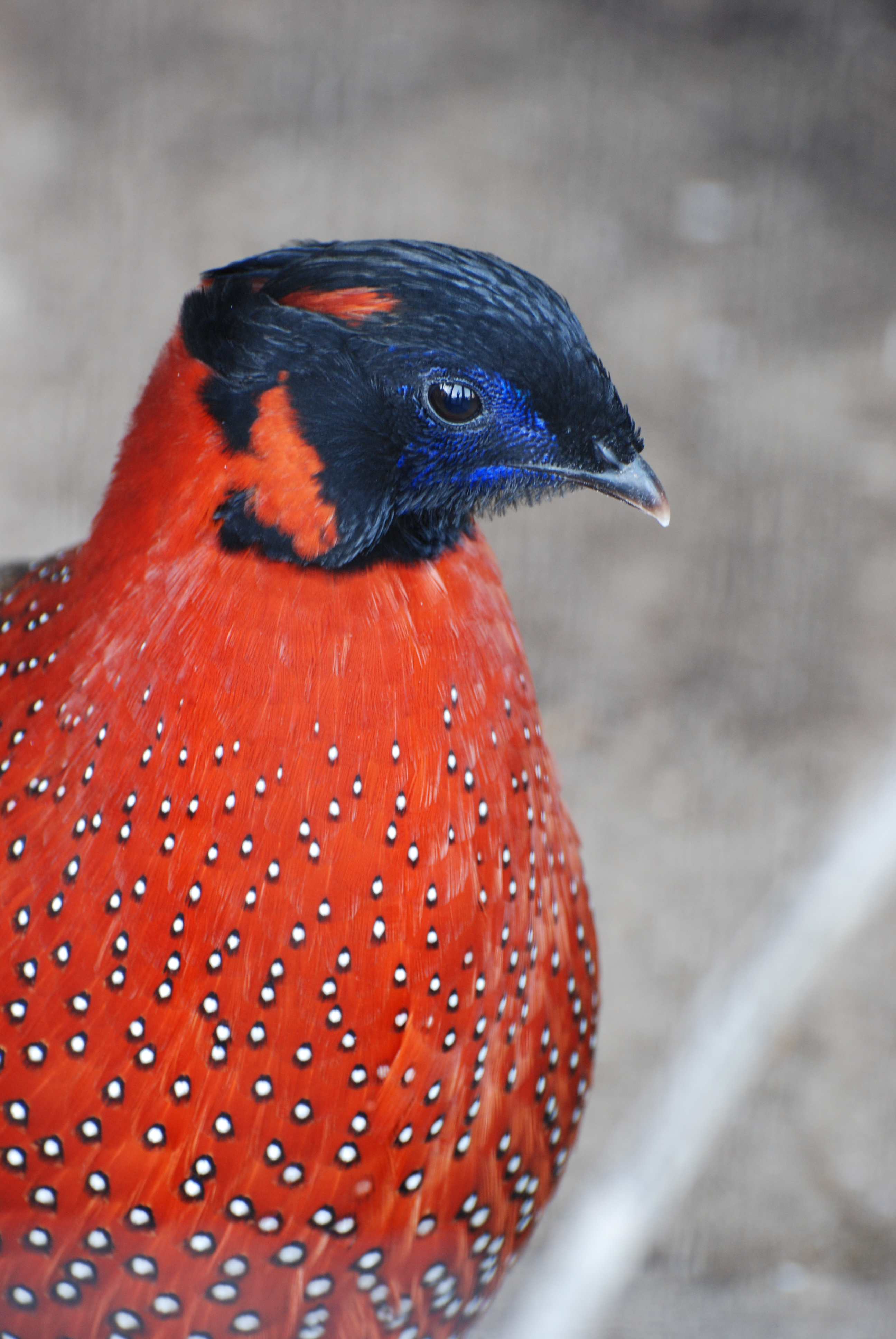
Tragopan czerwony

Na obszarze parku występują duże połacie lasów jodłowych. Tʽrumsingla jest domem dla siedmiu gatunków ptaków zagrożonych wyginięciem i bliskich zagrożeniu: dzioborożca rudego, tymalka rdzawogardłego, tragopana czerwonego, kowalika wspaniałego, sędzioła assamskiego, pstropióra rdzawoszyjego i cierniodzioba czarnolicego. Występuje tu także narażona na wyginięcie prinia siwogłowa.
Ze względu na występowanie tu wspomnianych pstropióra rdzawoszyjego, dzioborożca rudego, kowalika wspaniałego oraz prinii siwogłowej od 2004 BirdLife International uznaje park za ostoję ptaków IBA.

## Turystyka
Bhutański Fundusz Powierniczy określa obszar parku jako potencjalne miejsce do rozwoju turystyki, jako że przebiega tutaj ważna droga krajowa i teren zamieszkiwany jest przez około 11 000 osób. Ponadto World Wide Fund for Nature prowadzi tutaj działania.